# Tekella lineata
Tekella lineata är en spindelart som beskrevs av Forster 1988. Tekella lineata ingår i släktet Tekella och familjen Cyatholipidae. Inga underarter finns listade i Catalogue of Life.